# Anthracophyllum glaucophyllum
Anthracophyllum glaucophyllum är en svampart som först beskrevs av Cooke & Massee, och fick sitt nu gällande namn av Segedin 1994. Anthracophyllum glaucophyllum ingår i släktet Anthracophyllum och familjen Marasmiaceae.   Inga underarter finns listade i Catalogue of Life.